# Flamenco (canción)
«Flamenco» es una canción de música pop de la banda española Los Brincos, grabada en 1964. 

## Descripción
Como su propio título indica, el tema se inicia con influencias del flamenco andaluz acompañada de batería y guitarra española, para pasar en la segunda parte del tema a acordes vocales inspirados en la música beat.
Se trata del segundo sencillo de la banda y el tema, pese a ser uno de los más populares de la banda, se contenía en la cara B del vinilo, siendo la A el tema Cry.
El tema permaneció en las listas durante 29 semanas.

## Versiones
Versionada por la banda de surf valencia Los Pataconas en 2008, por la banda madrileña Los Coronas en 2010 y en 2011 por los aragoneses Amaral.
El grupo noruego The Mobsmen hizo una versión surf en su álbum "Scelerats Syndicate" de 2009.